# اس‌اس بریتانیا (۱۹۲۵)
اس‌اس بریتانیا (۱۹۲۵) (به انگلیسی: SS Britannia (1925)) یک کشتی است که طول آن ۴۶۰ فوت ۱ اینچ (۱۴۰٫۲۳ متر) می‌باشد. این کشتی در سال ۱۹۲۵ ساخته شد.